# Panicum larcomianum
Panicum larcomianum är en gräsart som beskrevs av Dorothy Kate Hughes. Panicum larcomianum ingår i släktet vipphirser, och familjen gräs. Inga underarter finns listade i Catalogue of Life.